# Hennadij Błyznecow
Hennadij Ołeksijewycz Błyznecow, ukr. Геннадій Олексійович Близнецов, ros. Геннадий Алексеевич Близнецов, Giennadij Aleksiejewicz Blizniecow (ur. 6 stycznia 1941 w Charkowie) – ukraiński lekkoatleta startujący w barwach Związku Radzieckiego, specjalista skoku o tyczce.
Zwyciężył w tej konkurencji podczas letniej uniwersjady w 1963 w Porto Alegre poprawiając rekord zawodów wynikiem 4,60 m. Na igrzyskach olimpijskich w 1964 w Tokio zajął w finale 5. miejsce z rezultatem 4,95 m. Na letniej uniwersjadzie w 1965 w Budapeszcie zdobył srebrny medal.
Zajął 1. miejsce podczas pierwszych europejskich igrzyskach halowych w Dortmundzie. Na trzech kolejnych igrzyskach halowych (w Pradze (1967), Madrycie (1968) i Belgradzie (1969)) zdobywał srebrne medale. Na halowych mistrzostwach Europy w 1970 w Wiedniu zajął 6. miejsce.
Na mistrzostwach Europy w 1966 w Budapeszcie nie zaliczył żadnej wysokości w eliminacjach. Zajął 6. miejsce na igrzyskach olimpijskich w 1968 w Meksyku z wynikiem 5,30 m.
Był mistrzem ZSRR w skoku o tyczce w latach 1963–1966, 1968, 1970 i 1972, a w hali w 1964, 1966 i 1967. Wielokrotny rekordzista ZSRR (na stadionie kolejno: 4,70-4,75-4,80-4,90-4,95-4,95-5,00-5,02-5,05-5,08-5,14-5,15-5,16-5,20-5,24-5,30). Startował w klubach Burewiestnik i CSKA w Charkowie.

## Rekordy życiowe
- skok o tyczce – 5,30 (1968)
- skok o tyczce (hala) – 5,10 (1968)